# Bocus philippinensis
Bocus philippinensis là một loài nhện trong họ Salticidae.
Loài này thuộc chi Bocus. Bocus philippinensis được Fred R. Wanless miêu tả năm 1978.